# Lillie Leatherwood
Lillie Mae Leatherwood (Tuscaloosa), 6 de julho de 1964) é uma ex-atleta e velocista norte-americana.
Corredora dos 400 metros, ganhou suas principais medalhas integrando o revezamento 4x400 metros. Foi campeã olímpica em Los Angeles 1984 nesta prova junto com Valerie Brisco-Hooks, Chandra Cheeseborough e Sherri Howard, naquela que foi sua maior conquista; três anos depois foi medalha de bronze no Mundial de Roma 1987   e no Mundial de Tóquio 1991 foi medalha de prata mais uma vez no 4x400 metros.
Hoje vive em sua cidade natal de Tuscaloosa, no Alabama, onde é funcionária do Departamento de Polícia local.